# Callaghan Lake Park
Callaghan Lake Park är en park i Kanada.   Den ligger i provinsen British Columbia, i den sydvästra delen av landet, 3 500 km väster om huvudstaden Ottawa. Callaghan Lake Park ligger 1 204 meter över havet.
Terrängen runt Callaghan Lake Park är bergig åt sydost, men åt nordväst är den kuperad. Trakten runt Callaghan Lake Park är nära nog obefolkad, med mindre än två invånare per kvadratkilometer.. Närmaste större samhälle är Whistler, 18,0 km sydost om Callaghan Lake Park.
I omgivningarna runt Callaghan Lake Park växer i huvudsak barrskog.